# Касерес, Факундо
Факу́ндо Агусти́н Ка́серес (исп. Facundo Agustín Cáseres; род. 28 мая 2001, Arteaga, Санта-Фе) — аргентинский футболист, полузащитник клуба «Фаренсе».

## Клубная карьера
Касерес — воспитанник клуба «Велес Сарсфилд». 31 октября 2020 года в матче против «Уракана» он дебютировал в аргентинской Примере. Летом 2021 года Касерес на правах аренды перешёл в хорватский «Истра 1961». 26 ноября в матче против сплитского «Хайдука» он дебютировал в чемпионате Хорватии. 23 апреля 2022 года в поединке против Локомотива Факундо забил свой первый гол за «Истра 1961».
Летом 2023 года Касерес перешёл в португальский «Фаренсе». В матче против «Морейренсе» он дебютировал в Сангриш лиге.